# Buckleria girardi
Buckleria girardi är en fjärilsart som beskrevs av Christian Gibeaux 1992. Buckleria girardi ingår i släktet Buckleria och familjen fjädermott. Inga underarter finns listade i Catalogue of Life.